# Doutel de Andrade
Armindo Marcílio Doutel de Andrade (Rio de Janeiro, 17 de novembro de 1920 — Rio de Janeiro, 7 de janeiro de 1991) foi um advogado, jornalista e político brasileiro que foi vice-governador de Santa Catarina e deputado federal por este estado e pelo Rio de Janeiro.

## Trajetória profissional
Filho de Armindo Augusto Doutel de Andrade e Cândida Margarida Fernandes Doutel de Andrade. Formado em direito pela Universidade Federal Fluminense, trabalhou como jornalista em O Globo, Diretrizes, Diário da Noite e O Jornal, onde assinou a coluna "Panorama Político" por quinze anos.
Responsável pela cobertura da Constituinte de 1946 e pela campanha vitoriosa de Getúlio Vargas na eleição presidencial de 1950, ocasião em que aproximou-se de figuras do Partido Trabalhista Brasileiro (PTB) como João Goulart, Leonel Brizola e Alberto Pasqualini, sendo nomeado advogado do Banco do Brasil no segundo governo Getúlio Vargas e assessorou João Goulart quando este foi nomeado Ministro do Trabalho. Mediante isto assumiu a direção geral da Rádio Mauá, emissora pertencente ao ministério, sendo testemunha dos acontecimentos que culminaram com o suicídio de Getúlio Vargas em 24 de agosto de 1954.
Eleito deputado federal em 1958 para a 41ª legislatura (1959 — 1963) e vice-governador de Santa Catarina ao lado de Celso Ramos em 1960 pôde acumular os mandatos em virtude de não ter sido chamado a assumir o Executivo e nesse meio-tempo foi presidente estadual do PTB e reeleito deputado federal em 1962. Como opositor do Regime Militar de 1964 ingressou no MDB e mesmo cassado em 13 de outubro de 1966 por ser um dos articuladores da Frente Ampla e do Movimento de Resistência Militar Nacionalista elegeu sua mulher, Lígia Doutel de Andrade, deputada federal muito embora ela tenha sido cassada pelo Ato Institucional Número Cinco em 30 de setembro de 1969
Foi um dos fundadores do PDT e por esse partido sua esposa foi derrotada ao disputar o governo de Santa Catarina em 1982 sendo que durante o primeiro governo de Leonel Brizola no Rio de Janeiro, Doutel de Andrade foi presidente nacional da legenda. Eleito suplente de deputado federal em 1986 foi efetivado com a eleição de Noel de Carvalho para prefeito de Resende em 1988 vindo a falecer nos últimos dias de mandato quando foi substituído por Sérgio Carvalho. Na ocasião Doutel de Andrade era primeiro suplente do senador Darcy Ribeiro após a vitória nas eleições de 1990 sendo substituído por Abdias do Nascimento.